# Browns Point
Browns Point az Amerikai Egyesült Államok északnyugati részén, Washington állam Pierce megyéjében elhelyezkedő statisztikai település. A 2010. évi népszámlálási adatok alapján 1198 lakosa van.
A korábban Point Harrisnek nevezett település névadója Alvin Harris, a Wilkes-expedíció tagja. A Browns Point megnevezés egy telepes nevéből ered.
A Browns Point-i világítótorony 1887. december 12-e óta üzemel.

## Fordítás
- Ez a szócikk részben vagy egészben  a   Browns Point, Washington című angol Wikipédia-szócikk ezen változatának fordításán alapul.  Az eredeti cikk szerkesztőit annak laptörténete sorolja fel. Ez a jelzés csupán a megfogalmazás eredetét és a szerzői jogokat jelzi, nem szolgál a cikkben szereplő információk forrásmegjelöléseként.